# Skate Canada International de 2005
O Skate Canada International de 2005 foi a trigésima segunda edição do Skate Canada International, um evento anual de patinação artística no gelo organizado pelo Skate Canada, e que fez parte do Grand Prix de 2005–06. A competição foi disputada entre os dias 27 de outubro e 30 de outubro, na cidade de St. John's, Terra Nova e Labrador, Canadá.

## Eventos
- Individual masculino
- Individual feminino
- Duplas
- Dança no gelo

## Medalhistas
| Evento                        | Ouro                                            | Prata                                       | Bronze                                            |
| Individual masculino detalhes | Emanuel Sandhu · Canadá                         | Jeffrey Buttle · Canadá                     | Nobunari Oda · Japão                              |
| Individual feminino detalhes  | Alissa Czisny · Estados Unidos                  | Joannie Rochette · Canadá                   | Yukari Nakano · Japão                             |
| Duplas detalhes               | Aliona Savchenko · Robin Szolkowy · Alemanha    | Maria Petrova · Alexei Tikhonov · Rússia    | Valérie Marcoux · Craig Buntin · Canadá           |
| Dança no gelo detalhes        | Marie-France Dubreuil · Patrice Lauzon · Canadá | Elena Grushina · Ruslan Goncharov · Ucrânia | Melissa Gregory · Denis Petukhov · Estados Unidos |

## Resultados

### Individual masculino
| Pos.              | Nome           | Nacionalidade  | Pontos | PC         | PL          |
| ----------------- | -------------- | -------------- | ------ | ---------- | ----------- |
| Medalha de ouro   | Emanuel Sandhu | Canadá         | 201.85 | 62.15 (6)  | 139.70 (1)  |
| Medalha de prata  | Jeffrey Buttle | Canadá         | 201.19 | 74.53 (1)  | 126.66 (3)  |
| Medalha de bronze | Nobunari Oda   | Japão          | 193.08 | 59.84 (7)  | 133.24 (2)  |
| 4                 | Takeshi Honda  | Japão          | 191.80 | 67.92 (3)  | 123.88 (4)  |
| 5                 | Matthew Savoie | Estados Unidos | 181.73 | 64.37 (4)  | 117.36 (6)  |
| 6                 | Shawn Sawyer   | Canadá         | 180.76 | 63.34 (5)  | 117.42 (5)  |
| 7                 | Johnny Weir    | Estados Unidos | 177.59 | 70.25 (2)  | 107.34 (8)  |
| 8                 | Zhang Min      | China          | 161.11 | 55.21 (8)  | 105.90 (9)  |
| 9                 | Andrei Griazev | Rússia         | 153.95 | 51.99 (9)  | 101.96 (10) |
| 10                | Karel Zelenka  | Itália         | 153.25 | 45.43 (10) | 107.82 (7)  |
| 11                | Jamal Othman   | Suíça          | 131.64 | 43.38 (11) | 88.26 (11)  |

### Individual feminino
| Pos.              | Nome             | Nacionalidade  | Pontos | PC         | PL         |
| ----------------- | ---------------- | -------------- | ------ | ---------- | ---------- |
| Medalha de ouro   | Alissa Czisny    | Estados Unidos | 168.32 | 58.54 (1)  | 109.78 (1) |
| Medalha de prata  | Joannie Rochette | Canadá         | 158.30 | 50.68 (3)  | 107.62 (2) |
| Medalha de bronze | Yukari Nakano    | Japão          | 149.54 | 49.84 (4)  | 99.70 (3)  |
| 4                 | Liu Yan          | China          | 142.58 | 47.46 (7)  | 95.12 (4)  |
| 5                 | Sarah Meier      | Suíça          | 141.78 | 47.80 (6)  | 93.98 (5)  |
| 6                 | Mira Leung       | Canadá         | 134.30 | 44.94 (8)  | 89.36 (7)  |
| 7                 | Carolina Kostner | Itália         | 132.64 | 49.46 (5)  | 83.18 (8)  |
| 8                 | Fumie Suguri     | Japão          | 132.00 | 52.12 (2)  | 79.88 (9)  |
| 9                 | Lesley Hawker    | Canadá         | 127.80 | 38.36 (10) | 89.44 (6)  |
| 10                | Joanne Carter    | Austrália      | 116.70 | 43.04 (9)  | 73.66 (10) |

### Duplas
| Pos.              | Nome                                     | Nacionalidade  | Pontos | PC        | PL         |
| ----------------- | ---------------------------------------- | -------------- | ------ | --------- | ---------- |
| Medalha de ouro   | Aliona Savchenko / Robin Szolkowy        | Alemanha       | 175.60 | 60.54 (1) | 115.06 (1) |
| Medalha de prata  | Maria Petrova / Alexei Tikhonov          | Rússia         | 174.14 | 60.10 (2) | 114.04 (2) |
| Medalha de bronze | Valérie Marcoux / Craig Buntin           | Canadá         | 158.90 | 53.40 (3) | 105.50 (3) |
| 4                 | Anabelle Langlois / Cody Hay             | Canadá         | 142.76 | 51.68 (4) | 91.08 (5)  |
| 5                 | Viktoria Borzenkova / Andrei Chuvilaev   | Rússia         | 141.52 | 49.70 (5) | 91.82 (4)  |
| 6                 | Utako Wakamatsu / Jean-Sébastien Fecteau | Canadá         | 140.14 | 49.34 (6) | 90.80 (6)  |
| 7                 | Maria Mukhortova / Maxim Trankov         | Rússia         | 136.12 | 45.56 (7) | 90.56 (7)  |
| 8                 | Amanda Evora / Mark Ladwig               | Estados Unidos | 124.04 | 39.02 (8) | 85.02 (8)  |

### Dança no gelo
| Pos.              | Nome                                   | Nacionalidade  | Pontos | DC        | DO        | DL        |
| ----------------- | -------------------------------------- | -------------- | ------ | --------- | --------- | --------- |
| Medalha de ouro   | Marie-France Dubreuil / Patrice Lauzon | Canadá         | 179.60 | 33.24 (1) | 53.87 (2) | 92.49 (1) |
| Medalha de prata  | Elena Grushina / Ruslan Goncharov      | Ucrânia        | 170.50 | 31.76 (2) | 55.68 (1) | 83.06 (3) |
| Medalha de bronze | Melissa Gregory / Denis Petukhov       | Estados Unidos | 164.12 | 31.31 (3) | 47.19 (3) | 85.62 (2) |
| 4                 | Kristin Fraser / Igor Lukanin          | Azerbaijão     | 155.22 | 28.16 (4) | 45.82 (5) | 81.24 (4) |
| 5                 | Elena Romanovskaya / Alexander Grachev | Rússia         | 150.94 | 26.36 (6) | 46.04 (4) | 78.54 (5) |
| 6                 | Chantal Lefebvre / Arseni Markov       | Canadá         | 143.90 | 27.18 (5) | 43.27 (7) | 73.45 (6) |
| 7                 | Sinead Kerr / John Kerr                | Reino Unido    | 142.72 | 25.47 (7) | 45.16 (6) | 72.09 (7) |
| 8                 | Mylène Girard / Bradley Yaeger         | Canadá         | 133.12 | 24.49 (8) | 37.02 (9) | 71.61 (8) |
| 9                 | Alessia Aureli / Andrea Vaturi         | Itália         | 127.64 | 22.93 (9) | 38.10 (8) | 66.61 (9) |

## Quadro de medalhas
| Ordem | País           | Medalha de ouro | Medalha de prata | Medalha de bronze |    | Ordem por total |
| ----- | -------------- | --------------- | ---------------- | ----------------- | -- | --------------- |
| 1     | Canadá         | 2               | 2                | 1                 | 5  | 1               |
| 2     | Estados Unidos | 1               |                  | 1                 | 2  | 2               |
| 3     | Alemanha       | 1               |                  |                   | 1  | 4               |
| 4     | Rússia         |                 | 1                |                   | 1  | 4               |
| 4     | Ucrânia        |                 | 1                |                   | 1  | 4               |
| 6     | Japão          |                 |                  | 2                 | 2  | 2               |
| TOTAL | TOTAL          | 4               | 4                | 4                 | 12 | —               |